# Даугель, Август Иванович
Август Иванович Даугель (нем. August Johann Daugell; 1 января 1830 — 8 ноября 1899, Санкт-Петербург) — эстонский и российский гравер.
Родом из остзейских немцев. Учился в Тарту у Фридриха Людвига фон Майделя. Начал работать в Эстляндии, одна из первых работ — иллюстрации к «Рейнеке-лису» Фридриха Крейцвальда (1848). С 1860-х гг. имел собственную мастерскую в Санкт-Петербурге, среди его учеников, в частности, Эдуард Якобсон.
Гравюры Даугеля публиковались во «Всемирной иллюстрации» и других изданиях.